# Amphithalea ericifolia
Amphithalea ericifolia är en ärtväxtart som först beskrevs av Carl von Linné, och fick sitt nu gällande namn av Christian Friedrich Frederik Ecklon och Carl Ludwig Philipp Zeyher. Amphithalea ericifolia ingår i släktet Amphithalea och familjen ärtväxter.

## Underarter
Arten delas in i följande underarter:
- A. e. erecta
- A. e. ericifolia
- A. e. minuta
- A. e. scoparia